# Manganvesuvianite
La manganvesuvianite è un minerale.